# J Records

Logotipo de J Records

J Records fue una compañía discográfica estadounidense, que es parte de la compañía musical Sony BMG. Fue fundada en 2000 por el músico veterano , Clive Davis después de su salida de la compañía disquera Arista Records. 
Durante los primeros cinco años de operación del sello sus discos fueron distribuidos por BMG, pero conservando siempre su categoría de compañía independiente. En el año 2002, BMG obtuvo la mayoría de las operaciones del sello y cambió su compañía de operación a RCA, donde el mismo Davis fue nombrado Presidente. En agosto de 2005 las operaciones de la discográfica se fusionaron con las de Arista.

## Disolución
Durante el verano de 2011, RCA Records se sometió a una reestructuración que cerró J Records junto con las disqueras hermanas as álbumes que antes estaban a cargo de J Records y Jive en RCA Records.

## Artistas del Sello
- Barry Manilow
- Carrie Underwood
- Cassidy
- Bow Wow
- Clyph
- Fantasia
- Flyleaf
- Pearl Jam
- Gavin DeGraw
- Jamie Foxx
- Kesha
- Luke & Q
- Lutherחכ